# Mihail Misarăș
Mihail Misarăș (n. secolul al XIX-lea – d. secolul al XX-lea) a fost un deputat în Marea Adunare Națională de la Alba Iulia, organismul legislativ reprezentativ al „tuturor românilor din Transilvania, Banat și Țara Ungurească”, cel care a adoptat hotărârea privind Unirea Transilvaniei cu România, la 1 decembrie 1918:p. 59 .

## Biografie
Este ales delegat la Marea Adunare de la Alba Iulia de către Consiliul Național Român din Geaca:p. 59.

## Activitatea politică
Ca deputat în Adunarea Națională din 1 decembrie 1918 a fost delegat supleant al Cercului electoral Cojocna :p. 179.